# Doug Mientkiewicz

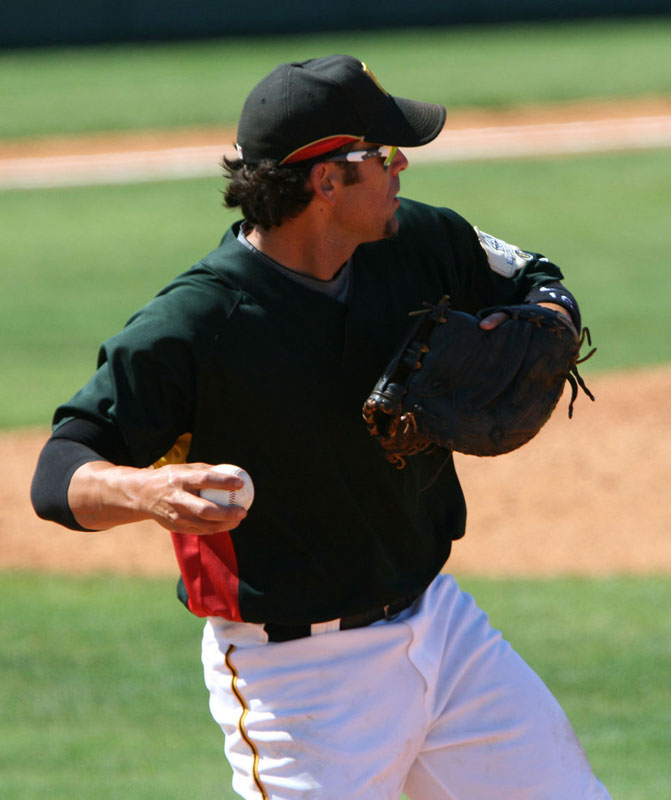

Doug Mientkiewicz é um jogador profissional de beisebol norte-americano.

## Carreira
Doug Mientkiewicz foi campeão da World Series 2002 jogando pelo Anaheim Angels. Na série de partidas decisiva, sua equipe venceu o San Francisco Giants por 4 jogos a 3. Foi também medalhista de ouro pela equipe americana nos Jogos de Sydney, Austrália, em 2000.